# Raiffeisen International Bank Holding
Raiffeisen International Bank Holding est une entreprise autrichienne qui fait partie de l'indice ATX.
En octobre 2016, Raiffeisen Zentralbank annonce fusionner avec Raiffeisen International Bank, sa filiale, reprenant son nom.